# Jacob Taubes
Jacob Taubes (geboren am  25. Februar 1923 in Wien; gestorben am 21. März 1987 in Berlin) war ein Religionssoziologe, Philosoph und Judaist.

## Leben
Jacob Taubes stammte aus einer rabbinischen Gelehrtenfamilie. Gemeinsam mit seiner Familie zog er 1936 nach Zürich, wo sein Vater Zwi Taubes zum Oberrabbiner der Israelitischen Cultusgemeinde Zürich (ICZ) berufen worden war. Seine Mutter war Fanny Taubes, geborene Blind (1899–1957).
Taubes studierte ab dem Wintersemester 1941/42 an der Universität Zürich Griechisch, Lateinisch und Alte Geschichte, ab dem Wintersemester 1942/43 an der Jeschiwa Etz Chaim in Montreux Wissenschaft des Judentums. 1943 schloss er die Ausbildung zum Rabbiner mit seiner Semicha ab. Anschließend studierte er vom Sommersemester 1943 bis zum Wintersemester 1946/47 an der Universität Basel, der Universität Zürich und dem Eidgenössischen Polytechnikum Zürich Philosophie, Geschichte, Soziologie, deutsche und griechische Literatur sowie Mathematik, unter anderen bei Emil Staiger und René König. Während seines Studiums hatte er Kontakte zu dem katholischen Theologen Hans Urs von Balthasar und dem evangelischen Theologen Karl Barth. In Zürich wurde Taubes 1947 mit der Dissertation über die Abendländische Eschatologie promoviert. Zur selben Zeit war er mit Armin Mohler, dem späteren Privatsekretär von Ernst Jünger, befreundet. Taubes charakterisierte sich und Mohler in folgenden Worten: „Er war sozusagen der Rechtsextreme und ich der Linksextreme“. 1948 war Taubes an der New School for Social Research in New York Privatschüler von Leo Strauss in hebräischer und allgemeiner Philosophie und an der dortigen Rabbinical School of the Jewish Theological Seminary Schüler von Saul Lieberman.
Ab 1949 lehrte Taubes als Dozent für Religionsphilosophie am Jewish Theological Seminary in New York. Hier erhielt er Privatunterricht beim Philosophen Leo Strauss, außerdem war er bekannt mit Hannah Arendt und Paul Tillich.
Auf Einladung von Gershom Scholem war Taubes von 1951 bis 1953 als Lehrstuhlassistent und Dozent für Religionssoziologie an der Hebräischen Universität Jerusalem tätig. Nach einem Konflikt zwischen ihm und Scholem kehrte er in die USA zurück; dort lehrte er zwei Jahre als Rockefeller-Stipendiat an der Harvard University und als Gastprofessor an der Princeton University. In dieser Zeit freundete er sich mit Herbert Marcuse an. 1956 erhielt Taubes einen Ruf als Professor für Religionsgeschichte und Religionsphilosophie an die Columbia University in New York, wo er zehn Jahre lehrte. Ab 1966 war er Ordinarius für Judaistik und Hermeneutik an der Freien Universität Berlin. Zu seinen Assistenten zählten dort unter anderen Peter Gente, der spätere Gründer des Merve-Verlags, und der Medientheoretiker Norbert Bolz. Ende der 1970er Jahre übernahm er gleichzeitig eine ständige Gastdozentur an der Maison des Sciences de l’Homme in Paris.
Jacob Taubes war in erster Ehe mit Susan Taubes (1928–1969) verheiratet; sie wurde von Paul Tillich promoviert. Der Ehe entstammen der Sohn Ethan (* 1953, später Rechtsanwalt in New York) und die Tochter Tanaquil (* 1957, später Ärztin für Psychotherapie in New York). Susan Taubes verfasste den Roman Divorcing, der im Herbst 1969 in den USA in englischer Sprache erschien. Eine Woche nach dem Erscheinen des Romans beging sie am 6. November 1969 Suizid. Das Werk wurde ins Deutsche übersetzt und 1995 unter dem Titel Scheiden tut weh veröffentlicht. Es handelt vom Leben der Autorin und ihrer Ehe mit Taubes. Ihr umfangreicher schriftlicher Nachlass wurde vom Leibniz-Zentrum für Literatur- und Kulturforschung in Berlin erforscht.
In zweiter Ehe war Jacob Taubes mit Margherita von Brentano verheiratet. Ein 2005 posthum veröffentlichter Brief aus dem Jahr 1981 behauptet ein längeres Liebesverhältnis mit der Schriftstellerin Ingeborg Bachmann.
Taubes litt an einer bipolaren Störung, die häufige Klinikaufenthalte erforderlich machte.
1987 starb Taubes an Krebs. Sein Grab befindet sich neben dem seiner Mutter, Fanny Taubes, auf dem Israelitischen Friedhof Oberer Friesenberg in Zürich.
Nachfolger auf dem Lehrstuhl von Taubes an der FU Berlin wurde im Jahr 1983 der Judaist Peter Schäfer.

## Philosophie
Taubes bezeichnete sich selbst als „Erzjude“ und „Pauliner“ zugleich oder auch „Judenchrist“. Charakteristisch für ihn ist ein Denken in polemischer Spannung, in Antinomien. Mit Carl Schmitt traf er sich in der apokalyptischen Überzeugung, das eschatologische Ende der Geschichte eröffne die Möglichkeit einer neuen politischen Praxis. Israel steht für ihn als „Ort der Revolution“, als „unruhiges Element in der Weltgeschichte“, das erst eigentlich einen Geschichtsbegriff erschaffen habe. Wie Nietzsche und Max Weber betont er die weltgeschichtliche Bedeutung Israels als „axiologischen“ Anfang der abendländischen Eschatologie. Gegen Carl Schmitt will Taubes die Perspektive einer Erlösung von der Gebundenheit an diese Welt aufrechterhalten; ohne die notwendige Unterscheidung zwischen weltlich und geistlich sei der Mensch Herrschern und Gewalten ausgeliefert, die in einem „monistischen Kosmos kein Jenseits mehr kennen würden“. Den „Kern des Judentums“ habe Taubes nach dem Holocaust in einem „mit Hilfe von Paulus spiritualisierten Judentum“ gefunden, während etwa Scholem diesen in der Kabbala gefunden habe. „Taubes rekonstruierte das Judentum nicht aus den Quellen der jüdischen Mystik, sondern aus denen der jüdisch-urchristlichen Apokalyptik, die den explosiven Gehalt der Gnosis aufnahm.“

## Edition des Briefwechsels
Von 2008 bis 2012 lief am Zentrum für Literaturforschung in Berlin unter Leitung von Martin Treml ein Projekt für die Edition des Briefwechsels von Taubes. Im Januar 2012 wurde ein Band mit dem Briefwechsel zwischen Taubes und Carl Schmitt herausgegeben.

## Schriften

### Als Verfasser
- Studien zur Geschichte und System der abendländischen Eschatologie. Verlag Rösch, Bern (Schweiz) 1947. 62 Seiten. Philosophische Dissertation an der Universität zu Zürich 1947.
- Abendländische Eschatologie. 1. Auflage 1947. In der Buchreihe: Beiträge zur Soziologie und Sozialphilosophie: Band 3. Francke, Bern 1947.
  - Abendländische Eschatologie. Mit einem Anhang. 2. Auflage 1991. In der Buchreihe Batterien: Band 45. Matthes & Seitz, München 1991.
  - Abendländische Eschatologie. Mit einem Anhang. 3. Auflage 2007. Mit einem Nachwort von Martin Treml. In der Buchreihe Batterien: Band 45. Matthes & Seitz, ISBN 3-88221-256-X, (italienische Ausgabe 1997, ungarische 2004, kroatische 2009, französische 2009, englische 2009, spanische 2010, tschechische 2024).
- Ad Carl Schmitt. Gegenstrebige Fügung. Merve Verlag, Berlin 1987, ISBN 3-88396-054-3 (englische Ausgabe: To Carl Schmitt, Letters and Reflections, Columbia University Press 2013[12]).
- Die politische Theologie des Paulus. Vorträge, gehalten an der Forschungsstätte der Evangelischen Studiengemeinschaft in Heidelberg, 23. – 27. Februar 1987, nach Tonbandaufzeichnungen redigierte Fassung von Aleida Assmann. Herausgegeben von Aleida Assmann und Jan Assmann in Verbindung mit Horst Folkers, Wolf-Daniel Hartwich und Christoph Schulte. Wilhelm Fink, München 1993, 2. Auflage 1995. 3., verbesserte Auflage 2003, ISBN 3-7705-2844-1 (englische Ausgabe: Stanford 2004, ISBN 0-8047-3344-9).[13]
- Vom Kult zur Kultur. Bausteine zu einer Kritik der historischen Vernunft. Gesammelte Aufsätze zur Religions- und Geistesgeschichte. Herausgegeben von Aleida Assmann und Jan Assmann, Wolf-Daniel Hartwich und Winfried Menninghaus. Wilhelm Fink, München 1996, 2. Auflage 2007, ISBN 3-7705-3027-6.
- Apokalypse und Politik: Aufsätze, Kritiken und kleinere Schriften, herausgegeben von Herbert Kopp-Oberstebrink und Martin Treml unter Mitarbeit von Theresia Heuer und Anja Schipke, Wilhelm Fink, Paderborn 2017, ISBN 978-3-7705-6056-1.

### Als Herausgeber
- Religionstheorie und Politische Theologie; 3 Bde., Fink, München und Schöningh, Paderborn:
  - I: Der Fürst dieser Welt. Carl Schmitt und die Folgen, 1983
  - II: Gnosis und Politik, 1984
  - III: Theokratie, 1987

### Briefwechsel
- Jacob Taubes an Aharon Agus, Berlin, 11. November 1981. Aus einem Non-Lieux des Archivs. Herausgegeben von Sigrid Weigel. In: Trajekte. Zeitschrift des Zentrums für Literatur- und Kulturforschung Berlin, Nr. 10/April 2005
- Der Preis des Messianismus. Briefe von Jacob Taubes an Gerschom Scholem und andere Materialien. Herausgegeben von Elettra Stimilli. Aus dem Italienischen übersetzt von Astrida Ment. Redaktionelle Mitarbeit an der deutschen Ausgabe Astrida Ment. Mit einem Text von Elettra Stimilli: Der Messianismus als politisches Problem. Königshausen & Neumann, Würzburg 2006
- „Creation is always violent“. Susan Taubes an Jacob Taubes, Zürich, 4. April 1952. Herausgegeben von Christina Pareigis. In: Trajekte. Zeitschrift des Zentrums für Literatur- und Kulturforschung Berlin, Nr. 15/Oktober 2007.
- Susan Taubes. Die Korrespondenz mit Jacob Taubes 1950–1951. Herausgegeben und kommentiert von Christina Pareigis. Fink, Paderborn 2011, ISBN 3-7705-5181-8.
- Herbert Kopp-Oberstebrink u. a. (Hrsg.): Briefwechsel Carl Schmitt – Jacob Taubes. Wilhelm Fink, München 2012, ISBN 3-7705-4706-3.
- Herbert Kopp-Oberstebrink u. a. (Hrsg.): Hans Blumenberg – Jacob Taubes. Briefwechsel 1961–1981. Suhrkamp, Berlin 2013, ISBN 978-3-518-58591-7.
- Christina Pareigis (Hrsg.): Susan Taubes. Die Korrespondenz mit Jacob Taubes 1952. Fink, Paderborn 2014, ISBN 978-3-7705-5597-0.
- Krisis. Der Briefwechsel mit Axel Rütters nebst Materielien und Dokumenten, hrsg. v. Herbert Kopp-Oberstebrink, Europäische Verlagsanstalt, Hamburg 2023, ISBN 978-3-86393-162-9.

### Interview
- Taubes im Gespräch mit Florian Rötzer. In: Florian Rötzer (Hrsg.): Denken, das an der Zeit ist. Suhrkamp, Frankfurt am Main 1987